# Le Middle Ground
Le Middle Ground (en version originale The Middle Ground) est un livre de l'historien Richard White (en) paru en 1991 à propos des relations mutuelles entre les peuples anichinabés et les colons européens dans la région des Grands Lacs, alors connue comme le Pays-d'en-Haut, de 1650 à 1815. Alors que les historiens de la colonisation européenne des Amériques s'étaient jusqu'alors surtout concentrés sur les conquêtes et les résistances au long de la Frontière, l'idée de middle ground proposée par White marque un tournant. Selon lui, dans cette région des Grands Lacs avant l'établissement formel des colonies, ni les colons ni les autochtones ne dominaient, et une sorte de compromis ou de terrain d'entente s'était formé, ce qu'il appelle un middle ground,.

## Éditions
- (en) Richard White, The middle ground : Indians, empires, and republics in the Great Lakes region, 1650-1815, Cambridge ; New York : Cambridge University Press, 1991 (ISBN 978-0-521-37104-9 et 978-0-521-42460-8, lire en ligne)
- Richard White, Le middle ground: Indiens, empires et républiques dans la région des Grands Lacs, 1650-1815, Anacharsis, coll. « Collection Essais », 2020 (ISBN 979-10-92011-77-7)